# Mario Maurano
Mario Maurano (Río de Janeiro, Brasil, 6 de agosto de 1905 – 27 de diciembre de 1974) fue un pianista, arreglista, director de orquesta y compositor dedicado al género del tango que además colaboró en muchas películas en las décadas de 1930 y 1940.

## Actividad profesional
Tuvo una sólida formación musical y era uno de los buenos arreglistas del tango. Durante varios años compartió con Alfredo Malerba, el esposo de Libertad Lamarque, la dirección de la orquesta que acompañaba a la estrella.
Se inició en el cine cuando el director Luis Moglia Barth lo eligió para musicalizar sus películas estrenadas en 1938 El último encuentro y Senderos de fe, ambas con la actriz y cancionista Amanda Ledesma. Después colaboró en muchísimas películas, incluidas entre ellas, dos filmes con Libertad Lamarque, Madreselva, de Luis César Amadori, del mismo año y al siguiente, Puerta cerrada, de Luis Saslavsky. 
Cuando actuó por Radio El Mundo una orquesta gigante formada por la unión de los músicos de Julio De Caro, Juan Canaro, Edgardo Donato, Ricardo Tanturi y Francisco Lomuto fue el encargado de escribir los arreglos de los temas a ejecutar. 
En 1943 asumió la dirección de la Orquesta Típica Victor, una orquesta que se formó con la conducción de Adolfo Carabelli para grabar música de tangos para la discográfica RCA Victor. Los integrantes eran destacados músicos que fueron variando y sus 444 o 445 registros se extienden entre 1925 y 1944; era llamada “la orquesta invisible” porque nunca realizó presentaciones en público. Los primeros registros bajo su dirección, del 2 de septiembre de 1943, fueron los tangos Nene caprichoso y Tranquilo viejo tranquilo, los dos de Francisco Canaro e Ivo Pelay, con la voz de Ortega Del Cerro.El 9 de mayo de 1944 los valses Uno que ha sido marino de Ulloa Díaz, y Sobre las olas, de Juventino Rosas, ambos cantados por el dúo Jaime Moreno y Lito Bayardo, fueron las últimas grabaciones con la denominación Orquesta Típica Victor.
A partir de 1938 Maurano dirigió en varias ocasiones la orquesta que acompañaba a Libertad Lamarque en sus grabaciones. Ese año grabaron el vals Frou frou y la canción Pianito de juguete, al siguiente, Caminito, en 1940, Un amor, Cita en la frontera, Lonjazos, Cosas del amor y Riendo. Los registros siguieron hasta 1945 en que grabaron Maldito tango, Garras y Seis días y en 1950 vuelven a grabar la tonada Pito Juan con lo que totalizan juntos 47 registros.
Como compositor se recuerdan algunos temas interesantes como Amor, Cuatro campanadas, El embrujo de tu violín, Por la señal de la cruz y Riendo, entre otros.

## Filmografía
Música
- María Celeste  (1945)
- Santa Cándida  (1945)
- Madame Sans Gene  (1945)
- Su esposa diurna  (1944)
- La verdadera victoria  (1944)e
- Hay que casar a Paulina  (1944)
- Veinticuatro horas en la vida de una mujer  (1944)
- Apasionadamente  (1944)
- Los hijos artificiales  (1943)
- La juventud manda  (1943)
- Los ojos más lindos del mundo  (1943)
- Luisito  (1943)
- Su hermana menor  (1943)
- Son cartas de amor  (1943)
- Bajó un ángel del cielo  (1942)
- El tercer beso  (1942)
- Cada hogar, un mundo  (1942)
- Yo conocí a esa mujer  (1942)
- Vacaciones en el otro mundo  (1942)
- Fantasmas en Buenos Aires  (1942)
- La mentirosa  (1942)
- El profesor Cero  (1942)
- Incertidumbre  (1942)
- Orquesta de señoritas  (1941)
- Una vez en la vida  (1941)
- El hermano José  (1941)
- Boina blanca  (1941)
- Historia de una noche  (1941)
- La casa de los cuervos  (1941)
- Cita en la frontera  (1940)
- Nosotros…los muchachos  (1940)
- Dama de compañía  (1940)
- Confesión  (1940)
- El haragán de la familia  (1940)
- Huella  (1940)
- Hay que educar a Niní  (1940)
- Con el dedo en el gatillo  (1940)
- Fragata Sarmiento  (1940)
- Doce mujeres  (1939)
- La vida de Carlos Gardel  (1939)
- La casa del recuerdo  (1939)
- Una mujer de la calle  (1939)
- No te metás, Joaquín  Inédita(1939)
- ...Y mañana serán hombres  (1939)
- Senderos de fe  (1938)
- Puerta cerrada  (1938)

Dirección musical
- Carmen  (1943)
- Un nuevo amanecer  (1942)
- El camino de las llamas  (1942)
- Claro de luna  (1942)
- Napoleón  (1941)
- Hogar, dulce hogar  (1941)
- Soñar no cuesta nada  (1941)
- Al toque de clarín  (1941)
- Flecha de oro  (1940)
- Caminito de gloria  (1939)
- El último encuentro  (1938)
- Con las alas rotas  (1938)
- Una porteña optimista  (1937)

Temas musicales
- La verdadera victoria  (1944)
- Claro de luna  (1942)

Arreglos musicales
- El matrero  (1939)

Dirección orquestal
- Confesión  (1940)